# کوربونود
کوربونود (به فرانسوی: Corbonod) یک کمون در فرانسه است که در canton of Seyssel واقع شده‌است.

## خصوصیات
کوربونود ۳۱٫۵۹ کیلومترمربع مساحت و ۱٬۱۵۲ نفر جمعیت دارد و ۲۵۸ متر بالاتر از سطح دریا واقع شده‌است.